# Tephritis
Tephritis este un gen de muște din familia Tephritidae.

## Specii[1]
- Tephritis academica
- Tephritis acanthiophilopsis
- Tephritis admissa
- Tephritis afra
- Tephritis alini
- Tephritis amata
- Tephritis angulatofasciata
- Tephritis angustipennis
- Tephritis annuliformis
- Tephritis araneosa
- Tephritis argus
- Tephritis arizonaensis
- Tephritis arnicae
- Tephritis atocoptera
- Tephritis baccharis
- Tephritis bardanae
- Tephritis bimaculata
- Tephritis bipartita
- Tephritis brachyura
- Tephritis brunnea
- Tephritis bushi
- Tephritis californica
- Tephritis calliopsis
- Tephritis candidipennis
- Tephritis capensis
- Tephritis carcassa
- Tephritis cardualis
- Tephritis carmen
- Tephritis cassiniae
- Tephritis cincta
- Tephritis cinerea
- Tephritis cingulata
- Tephritis cirsicola
- Tephritis collina
- Tephritis cometa
- Tephritis conflata
- Tephritis connexa
- Tephritis consimilis
- Tephritis consuta
- Tephritis conura
- Tephritis conyzifoliae
- Tephritis corolla
- Tephritis crepidis
- Tephritis crinita
- Tephritis daedala
- Tephritis darjeelingensis
- Tephritis dentata
- Tephritis dilacerata
- Tephritis dioscurea
- Tephritis distigmata
- Tephritis divisa
- Tephritis dudichi
- Tephritis duguma
- Tephritis epicrepis
- Tephritis euarestelloides
- Tephritis fallax
- Tephritis fascigera
- Tephritis femoralis
- Tephritis flaviventris
- Tephritis footei
- Tephritis formosa
- Tephritis frauenfeldi
- Tephritis froloviana
- Tephritis furcata
- Tephritis glaciatrix
- Tephritis goberti
- Tephritis headricki
- Tephritis heiseri
- Tephritis heliophila
- Tephritis hemimelaena
- Tephritis hendeliana
- Tephritis hengduana
- Tephritis hesperia
- Tephritis hospita
- Tephritis hungarica
- Tephritis hurvitzi
- Tephritis hyoscyami
- Tephritis impunctata
- Tephritis jabeliae
- Tephritis joanae
- Tephritis jocaste
- Tephritis kogardtauica
- Tephritis koreacola
- Tephritis kovalevi
- Tephritis kukunoria
- Tephritis labecula
- Tephritis latifoliae
- Tephritis leavittensis
- Tephritis longicauda
- Tephritis ludhianaensis
- Tephritis luteipes
- Tephritis maccus
- Tephritis majuscula
- Tephritis marginata
- Tephritis mariannae
- Tephritis matricariae
- Tephritis megalura
- Tephritis merzi
- Tephritis mesopotamica
- Tephritis michiganensis
- Tephritis mixta
- Tephritis monapunctata
- Tephritis mongolica
- Tephritis multiguttata
- Tephritis multiguttulata
- Tephritis mutabilis
- Tephritis nartshukovi
- Tephritis nebulosa
- Tephritis neesii
- Tephritis nigricauda
- Tephritis nigrofemorata
- Tephritis obscurata
- Tephritis obscuricornis
- Tephritis occidentalis
- Tephritis oedipus
- Tephritis okera
- Tephritis oligostictica
- Tephritis ovatipennis
- Tephritis pallescens
- Tephritis palmeri
- Tephritis pantosticta
- Tephritis pelia
- Tephritis pentagonella
- Tephritis phaeostigma
- Tephritis pini
- Tephritis plebeia
- Tephritis poenia
- Tephritis posis
- Tephritis postica
- Tephritis praecox
- Tephritis prolixa
- Tephritis protrusa
- Tephritis ptarmicae
- Tephritis pterostigma
- Tephritis pulchra
- Tephritis pumila
- Tephritis puncta
- Tephritis pura
- Tephritis quasiprolixa
- Tephritis rasa
- Tephritis recurrens
- Tephritis rufina
- Tephritis rufipennis
- Tephritis ruralis
- Tephritis rydeni
- Tephritis santolinae
- Tephritis saussurea
- Tephritis sauterina
- Tephritis schelkovnikovi
- Tephritis scitula
- Tephritis scorzonerae
- Tephritis separata
- Tephritis shansiana
- Tephritis signatipennis
- Tephritis simplex
- Tephritis sinensis
- Tephritis sinica
- Tephritis sonchina
- Tephritis spreta
- Tephritis stictica
- Tephritis stigmatica
- Tephritis subpura
- Tephritis subradiata
- Tephritis tanaceti
- Tephritis tasmaniae
- Tephritis tatarica
- Tephritis teerinki
- Tephritis theryi
- Tephritis thoracica
- Tephritis triangula
- Tephritis truncata
- Tephritis trupanea
- Tephritis trypaneina
- Tephritis umbrosa
- Tephritis unifasciata
- Tephritis urelliosomima
- Tephritis valida
- Tephritis variata
- Tephritis webbii
- Tephritis vespertina
- Tephritis virgulata
- Tephritis vittipes
- Tephritis wulpi
- Tephritis zernyi